# いざなぎ景気
いざなぎ景気・イザナギ景気（いざなぎけいき）とは、1965年（昭和40年）11月から1970年（昭和45年）7月までの57か月間続いた高度経済成長時代の好景気の名称（通称）。

## 概要
いざなぎ景気は証券不況（昭和40年不況）を脱した日本における好景気で、米国における長期の好景気やベトナム戦争（ベトナム特需）も間接的な要因になっているといわれている。
1966年（昭和41年）度から1970年（昭和45年）度までの日本の年平均経済成長率は11.8%に達した。1968年（昭和43年）には日本の国民所得（GNP）は1,428億ドルとなり西ドイツを抜いて資本主義国として世界第2位になった。
いざなぎ景気という名称は、神武景気や岩戸景気を上回る好況という意味を込めて名付けられた。「いざなぎ」とは日本神話で、天つ神の命をうけ日本列島をつくったとされる男神「伊弉諾尊（いざなぎのみこと）」から。伊弉諾尊（いざなぎのみこと）は天照大神（あまてらすおおみかみ）・素戔嗚尊（すさのおのみこと）の父神。

## 景気の推移
1964年東京オリンピック翌年（1965年）の証券不況（構造不況、昭和40年不況）は、それまでの第二次世界大戦後の不況のように、政策金利の引き下げなどの金融緩和による金融政策だけでは改善せず、政府は補正予算で第二次世界大戦後初の建設国債の発行を閣議決定し、翌1966年に発行した。これと前後して、景気は回復し始め、「いざなぎ景気」が始まった。
1970年の八幡製鐵と富士製鐵の合併による新日本製鐵（新日鉄）の誕生など、貿易や資本の自由化への対応のために、国際競争力の強化を目指して規模拡大のための企業の大型合併が多数実現した。トヨタ・カローラや日産・サニーといった低価格の大衆車の発売によってマイカーブームが起こり、東京オリンピック(1964年)を機にカラー放送が本格化したことからカラーテレビの普及率が急速に高まった。
所得水準の向上によって、エアコン（クーラー）の購入も増加し、車 (car)、エアコン (cooler)、カラーテレビ (color TV) が、いわゆる3C（新・三種の神器）と呼ばれ、消費の大幅な伸びも見られた。いざなぎ景気の間に日本経済は大きく拡大し、世界第二の経済大国となった。
これ以前の景気拡大では、国際収支の悪化が起こり、外貨準備の減少を防止するために金融政策の引締めによる景気抑制が必要となるという「国際収支の天井」が景気拡大の制約条件だった。しかし1960年代半ばになると国際収支（経常収支）は黒字基調となって、景気拡大の制約条件ではなくなってきた。1969年9月には公定歩合が6.25%にまで引き上げられているが、同年の経常収支は2119（百万ドル）の黒字であった。
いざなぎ景気は、景気過熱による賃金・物価の上昇加速を抑制しようとした金融引締めと設備投資の行き過ぎが引き起こした投資循環によって後退に向かったと考えられている。
神武、岩戸景気を上回る景気である事から、さらに時代を遡って伊邪那岐尊の名をとって「いざなぎ景気」と命名した。